# Castello Orsini-Colonna
Das Castello Orsini-Colonna ist eine Burg in der Stadt Avezzano in den Abruzzen. 1490 ließ Gentile Virginio Orsini das Gebäude aus dem 14. Jahrhundert, das um die Reste des mittelalterlichen Turmes aus dem 12. Jahrhundert erbaut worden war, an die Formen der Renaissance anpassen. Im Laufe des 16. Jahrhunderts ließ Marcantonio Colonna die Burg restaurieren und erweitern und 1902 wurde sie zum Nationaldenkmal erklärt.
Beim Erdbeben von Avezzano 1915 wurde das Castello Orsini-Colonna schwer beschädigt und in den 1990er-Jahren teilweise restauriert.

## Geschichte

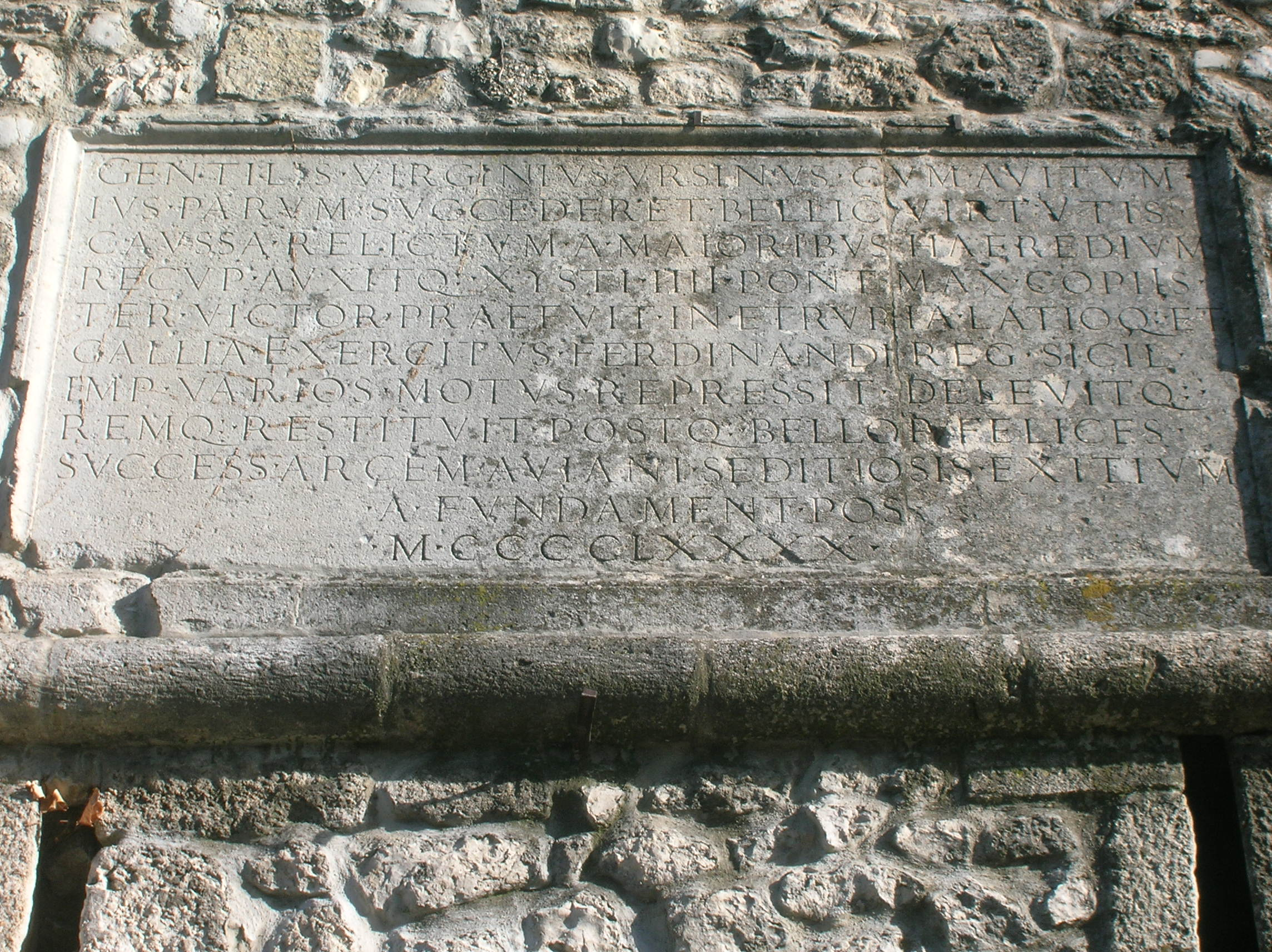
Inschrift der Colonnas über dem zweiten Tor

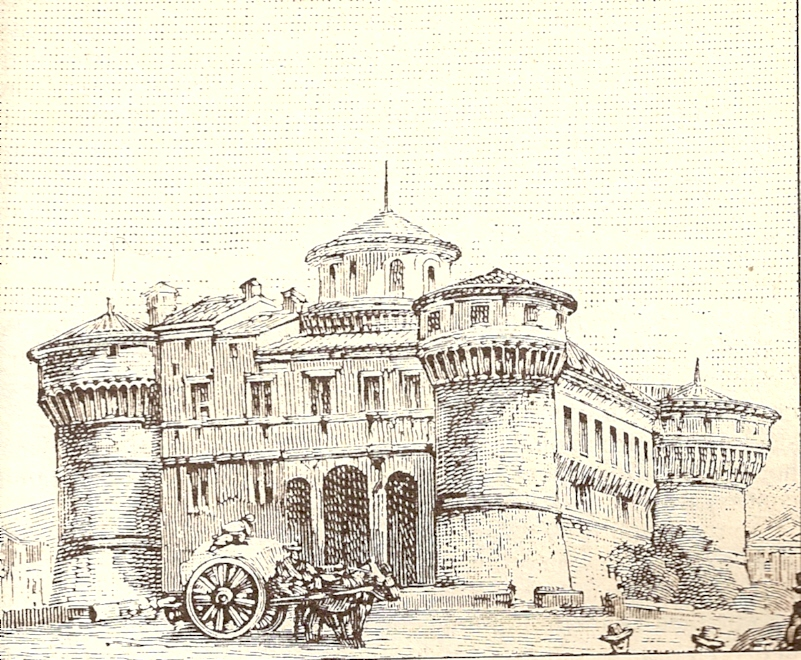
Alte Radierung der Burg

### Ursprünge und die Orsinis
Die Burg wurde im 14. Jahrhundert in einfacher Form um die Reste eines Turmes aufgebaut, den Gentile da Palearia, ein Herr der Grafschaft Albe, die 1364 von Francescco del Balzo, Graf von Andria, erobert wurde, 1181 errichten ließ. Sie wurde, veranlasst durch Gentile Virginio Orsini, als Festung erbaut, wie man in einer Inschrift über dem Spitzbogenportal lesen kann, als Festungswerk Ad exitum seditionis Avejani (dt.: als Warnung der Bevölkerung von Avezzano vor möglichen Unruhen). Die Residenz wurde vermutlich vom Militäringenieur Francesco di Giorgio Martini entworfen, als dieser sich in den Diensten der Orsinis befand und nachweislich am Bau der benachbarte Burg in Scurcola Marsicana mit dreieckigem Grundriss beteiligt war.

### Die Colonnas
Das Gebäude in Avezzano ließ Marcantonio Colonna 1546 zunächst erweitern und dann in einen befestigten Palast für den Sieger der Seeschlacht von Lepanto umwandeln.
Die Colonnas waren spätestens ab 1504 drei Jahrhunderte lang die Herren fast des gesamten marsicanischen Territoriums. Daher zeigte sich das Verwaltungsgebiet der Grafschaft Marsi mit dem Aufkommen der Bourbonen in zwei Stücke geteilt: Im Westen der Staat von Tagliacozzo und Albe, der bis zur Abschaffung der Feudalherrschaft nahezu intakt blieb, und im Osten die Grafschaft Celano und das Baronat Pescina. Man muss ausführen, dass es in dem gesamten Gebiet zu starken Spannungen und Streitigkeiten zwischen den Baronen und den Bischöfen über Fragen der Ernennung von Geistlichen zu Pfründen und Seelsorgern kam. Darüber hinaus lösten Usurpationen, Interessen, Privilegien, Vorherrschaften und Händel aller Art harte Streitigkeiten, auch Schläge, zwischen den örtlichen Machthabern aus, die fast immer darauf abzielten, den Gemeinden die Bürgerrechte zu nehmen.
Dank des Eingreifens von Marcantonio Colonna noch im Laufe des 16. Jahrhunderts entwickelte sich an einigen Orten und Kellern der Burg Theateraktivität.
1722 kam der Seigneur von Avezzano, Don Fabrizio Colonna, in seinem Baronspalast an, begleitet von seiner Frau, Donna Caterina Salvati. Wie in einer Zeremonie wurde er von den Vasallen auf dem Land mit „Inschriften auf den in den Straßen zu Ehren des Prinzen errichteten Bögen, lateinischen und griechischen Gedichten und anderen, zu seiner Ankunft geschaffenen Schriften“ begrüßt. Die Verwalter von Avezzano brachten ihm als Zeichen ihrer Verehrung Geschenke aller Art dar und wurden vom 17. September bis zum 15. Oktober desselben Jahres in der Burg empfangen.
Die Burg blieb bis zur Abschaffung des Feudalismus 1806 in Händen der Familie Colonna. In dieser Zeit wurde ein unterirdisches Theater in der Burg oft genutzt, vermutlich mit Seiteneingang im Graben, den die Herren Colonna, in den Jahrhunderten freigiebig zu den Avezzanern, den Bürgern bereitwillig gewährten. Der englische Besucher und Künstler Edward Lear brachte in seinem Reisetagebuch „Illustrated Excursions in Italy“, das 1846 in London veröffentlicht wurde, eine Zeichnung des Herrenhauses zurück und begleitete damit die Texte des Werkes, das über seine Reisen in die Abruzzen berichtete, die er zwischen Juli 1843 und Oktober 1844 durchgeführt hatte.

### Der Niedergang

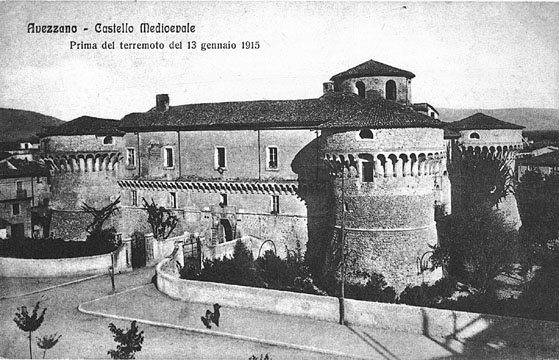
Das Castello Orsini-Colonna vor dem Erdbeben 1915

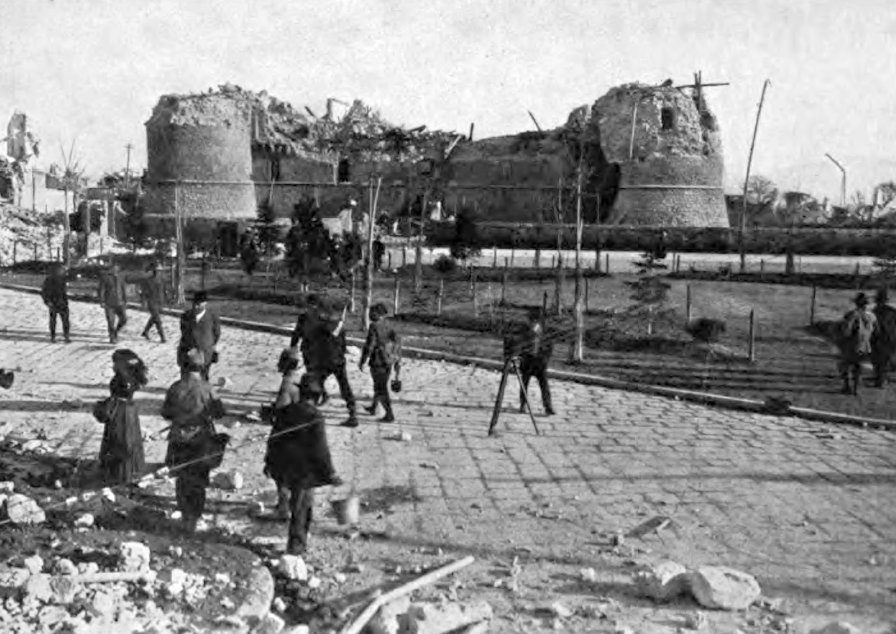
Ruine des Castello Orsini-Colonna nach dem Erdbeben

1806 fiel die Burg an die Familie Lante della Rovere, die sie bis 1905 erhielt und dann unter Beurkundung durch den Notar Pietro Vannisanti in Rom an den stellvertretenden Bürgermeister von Avezzano, Francesco Spina, verkaufte, der einen Teil als Hotel nutzte, die Seite zur Via Fucino an die königliche Schule „Matilda di Savoja“ vermietete und den Rest an das Gericht von Avezzano.
Spina vermietete auch einen Teil des Renaissance-Parks, der im Kataster „Orto di San Francesco“ benannt ist, als Pferdestall.
Eigentümlich war die „Osteria dentro la Terra“, die Mitte des 16. Jahrhunderts im Burggraben errichtet worden war und im Foto vor dem Erdbeben, das am 13. Januar 1915 Avezzano erschütterte, noch in voll funktionsfähigem Zustand zu sehen ist.
Francesco Spina begann 1912 mit den Eingriffen zum Abriss der Anbauten der Colonnas, indem er die Loggia von Marcantonio abbauen ließ, aber aus wirtschaftlichen Gründen wurde dies nicht fortgeführt. Die Burg wurde durch die Erdstöße vom 13. Januar 1915 um 7.52 Uhr zerstört. Das Bauwerk brach vom 1. Obergeschoss an in sich zusammen und so gingen die Anbauten der Colonnas aus dem 16. Jahrhundert verloren.

### Die Burg vor und nach 1915

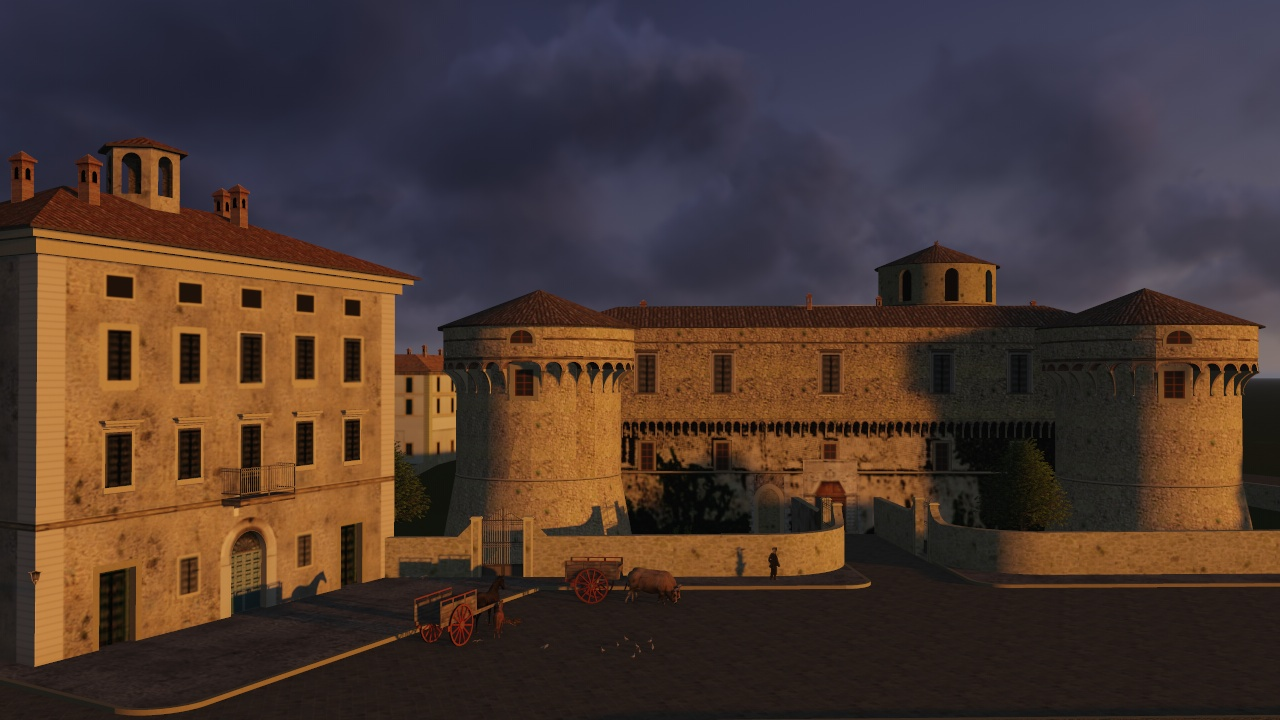
3D-Rekonstruktion des Burgplatzes vor dem Erdbeben

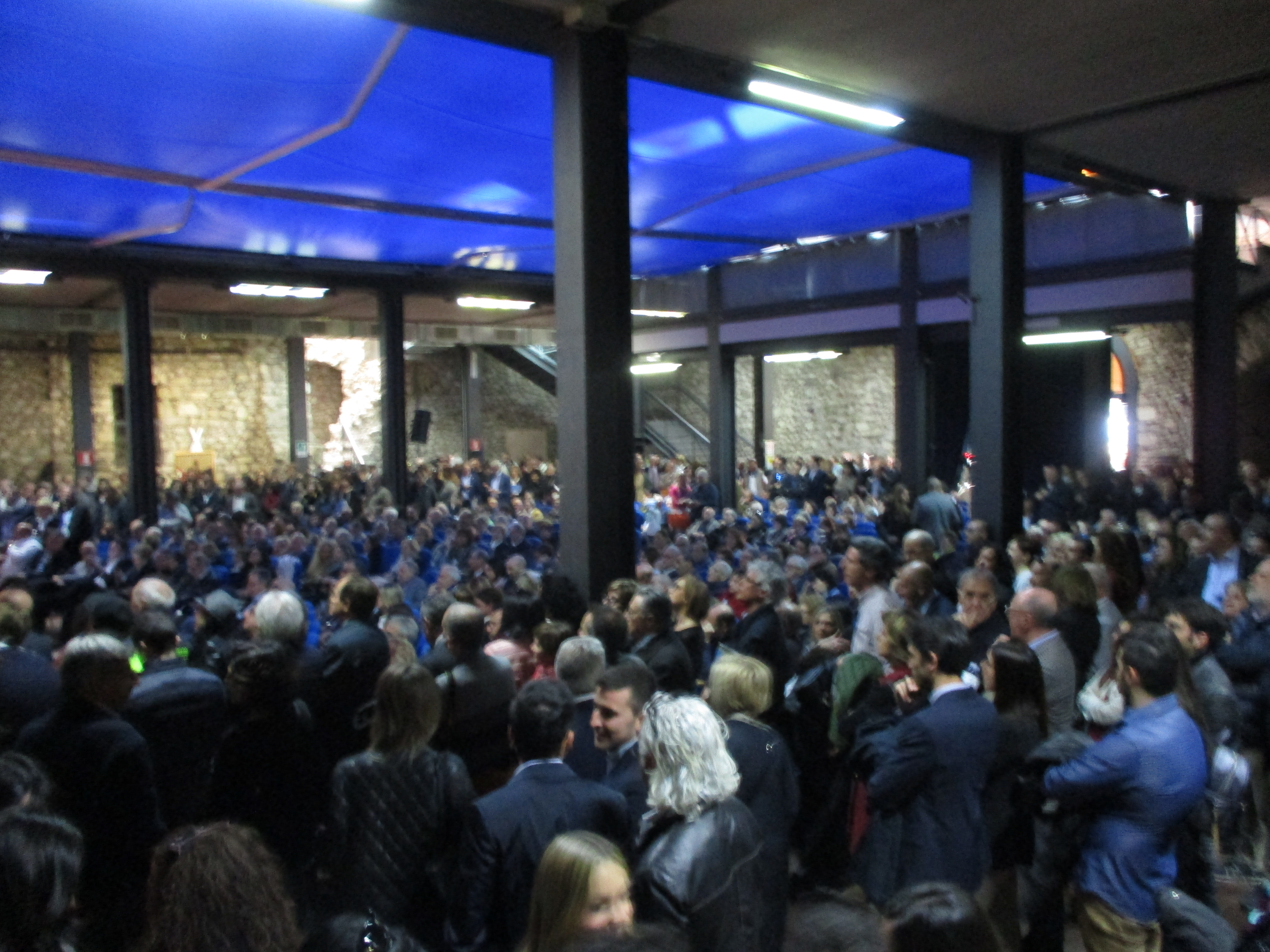
Zuschauerraum des Castello Orsini-Colonna

In Avezzano wohnten etwas mehr als 13.000 Menschen. Anfang des 20. Jahrhunderts hatte die Stadt die Funktion einer Festungsstadt verloren, weil die mittelalterliche Stadtmauer abgerissen worden war.
Die wichtigsten Sehenswürdigkeiten waren neben dem Castello Orsini-Colonna die benachbarte Kirche San Giovanni Decollato und die Kaserne der Carabinieri. Etwas weiter weg lag im Zentrum der alten Stadt der Stadtplatz mit der Kirche San Bartolomeo. In der Nähe waren das Rathaus und der Palazzo Torlonia mit dem angrenzenden Park.
Die Burg zeigte sich in perfekt erhaltenem Zustand, sodass der Bürgermeister einen großen Teil davon als Herberge für Gäste aus der italienischen Aristokratie nutzte. Die Burg hatte vier Ecktürme mit drei markanten Seiten, und die mit Zinnen versehenen Dächer zierten runde Ziegel, ähnlich denen einer Pagode. In der Mitte des Baukörpers war die Stammresidenz der Colonnas mit Fresken aus dem 16. Jahrhundert darin. Die Fassade zeigte einen dritten Abschnitt, genau dort, wo die Residenz lag, der auf der rechten Seite, zur Fassade hin, einen höheren, schlanken Turm besaß, der viermal so hoch wie sein Umfang war und klassische, bogenförmige Öffnungen besaß; auch er hatte das typische „Pagodendach“.
Mit dem Erdbeben von 1915 verlor die Burg das Dachgeschoss aller Türme, die zu Stümpfen reduziert wurden; das Innere der benachbarten Kirche San Giovanni Decollato stürzte vollständig zusammen, ein großer Teil ihres Turms ging verloren. Auch der Palazzo Torlonia stürzte fast vollständig ein und die Kirche San Bartolomeo, die noch keine Kathedrale war, wurde vollständig ruiniert. Nur ein Teil des Erdgeschosses der Fassade blieb erhalten. Die Johanneskirche wurde am selben Ort im originalen Zustand wiederaufgebaut. Von der Bartholomäuskirche blieb nur eine Säule des Portals erhalten, in die eine Erinnerungstafel an die Tragödie von 1915 eingesetzt wurde. Die neue Bartholomäuskirche, heute Cattedrale dei Marsi, wurde 1924 im Stadtzentrum, an der Piazza Risorgimento errichtet.
Die Burg erwies sich bis zum Zweiten Weltkrieg als in der Phase der Orsinis restaurierbar und die Stadtverwaltung schien einige Schritte in dieser Richtung zu unternehmen. Drei Bomben fielen 1944 während des Bombardements, das die Stadt einige Monate lang über sich ergehen lassen musste.
In den 1950er-Jahren erlaubte der Bürgermeister Antonio Iatosti einigen Romafamilien, in Avezzano zu wohnen, und gestattete ihnen, sich für den Moment im Inneren der Burgruine niederzulassen. In der Folge nutzte die Stadtverwaltung mit einer besonderen Verordnung einige Räume der Burg als Zuflucht für Hunde – ohne dass dies polemisch zu verstehen gewesen wäre.

### Die Restaurierung

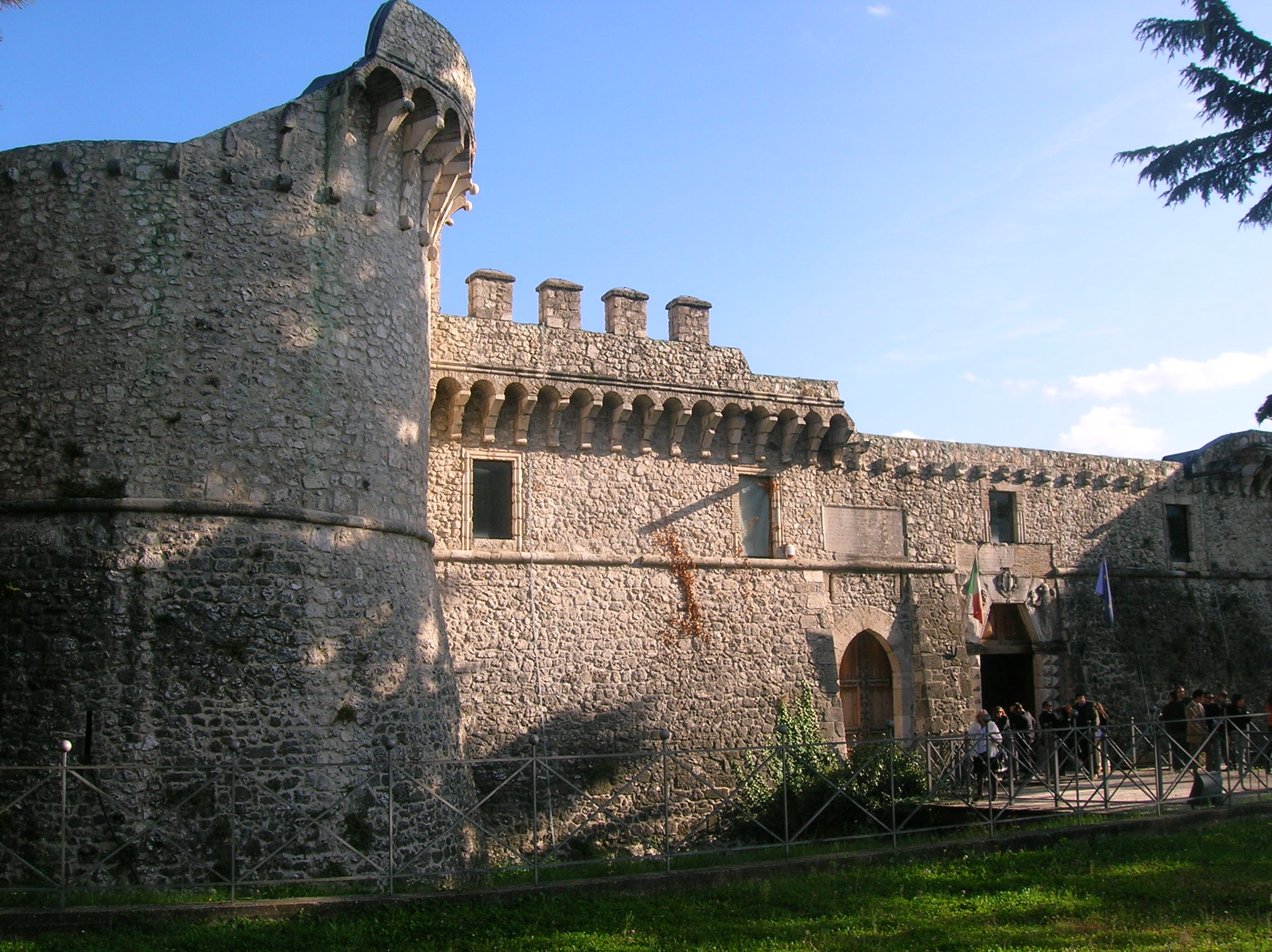
Ein Turm mit einem Abschnitt der Fassade

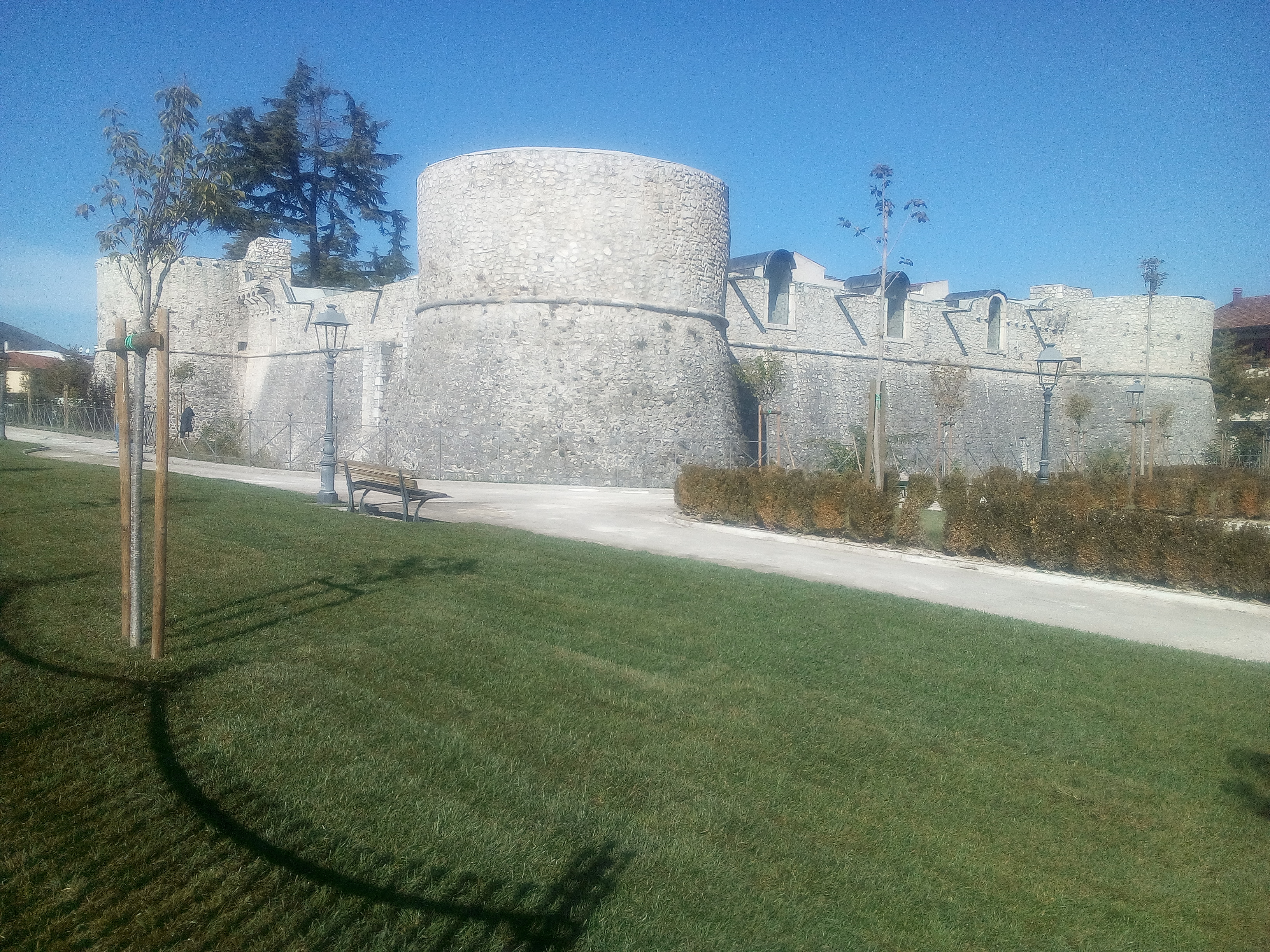
Burggarten zur Erinnerung an die 33 Märtyrer von Capistrello

Die Burg wurde dank dem Ingenieur Loreto Orlandi, dem Leiter des örtlichen Genio Civile, in zwei Abschnitten in den 1960er-Jahren teilweise restauriert. Eine archäologische Ausgrabungskampagne brachte in den 1970er-Jahren die Fundamente der Innenmauern und Teile der unterirdischen Räume ans Licht.
In den 1970er- und 1980er-Jahren wurden Räume für Gemäldeausstellungen und Filmvorführungen geschaffen, und 1994 wurden die Innenräume unter Leitung des Architekten Alessandro del Bufalo wiederhergestellt, der den Zuschauerraum durch Einziehen einer selbsttragenden Struktur schuf.

## Beschreibung

### Fassade
Die Fassade der Burg ist einfach und in zwei Ebenen mit vorspringenden Gesimsen versehen, die entlang den Umfassungsmauern und Türmen verlaufen. Das Hauptportal ist rechteckig und auf beiden Seiten mit zwei Reihen winziger Pyramiden verziert, außen auch mit zwei lebensgroßen Figuren im Halbrelief, einem springenden Eber und einem Bären, der ein Schwert schwingt, den Familiensymbolen der Orsinis und der Colonnas. In der Mitte dagegen ist das Wappen der Prinzen Colonna angebracht. Seitlich neben den Symbolen ist eine Gedenktafel mit den Heldentaten der Herzöge Orsini bei der Einnahme des Lehens Avezzano angebracht.
Im ersten Obergeschoss gibt es zwei Fensterpaare und ein Fenster in der Mitte über dem Haupteingang. Auf der Südseite finden sich die größte Zahl von Fenstern und ganz oben die Loggia. Dort ist auch der ausgetrocknete Wassergraben, der die gesamte Burg umschließt; das Tor ist mit dem Festland durch eine Zugbrücke verbunden. Auf der linken Seite der Fassade bis zum Fokalpunkt in der Mitte ist die Verzierung in Welfenzinnen und Konsolen erhalten, von der ein großer Teil beim Erdbeben 1915 verlorenging.
Über einem zweiten Zugangstor in der Fassade ist eine weitere Gedenktafel angebracht, auf der die Heldentaten der Familie Colonna bei der Einnahme von Avezzano beschrieben werden.

### Die vier Türme
Die vier Ecktürme der Burg sind größtenteils erhalten. Ursprünglich hatten sie drei Stockwerke, getrennt durch Gesimse, aber nach dem großen Erdbeben blieb nur am Turm auf der linken Seite der Fassade ein Teil der Mauerverzierungen durch Konsolen und Zinnen bestehen. Die Türme haben einen runden Querschnitt.

### Innenräume
Das Innere der Burg wurde beim großen Erdbeben fast vollständig zerstört. Ursprünglich war im oberen Stockwerk die Stammresidenz der Colonnas untergebracht. In einem Teil der Räume war die Sammlung moderner und zeitgenössischer Kunst ausgestellt. Auf einer Seite der Burg kann man durch das zweite Tor eintreten.

### Garten
Den Parco della Rimembranza (dt.: Park der Erinnerung), der zu Ehren der 33 Märtyrer von Capistrello so genannt wird, ließ Marcantonio Colonna in der Burg anlegen. Der Renaissancegarten, der einen großen Teil des Burggrabens ausfüllte, wurde durch das Erdbeben 1915 beschädigt und darüber hinaus durch die Bombardierungen im Zweiten Weltkrieg, die die Umgebung veränderten. Im Laufe des 20. Jahrhunderts wurde der Park durch die Anpflanzung weiterer 50 Zürgelbäume und Buchshecken teilweise wiederhergestellt. 2019 wurden der Ersatz dieser Pflanzen durch Feldahorne und Japanische Blütenkirschen, die Erneuerung der Hecken und des Burggrabens, die Anpflanzung des Rasens und die Anlage von Bewässerungs- und Beleuchtungssystemen abgeschlossen.
Vor der Burg erinnern zwei Schilder an Ernesto Pomilio, einen Kunstkritiker, und an Melvin Jones, den Gründer des Lions Club.